# Jane Bark
Jane Ulla Margareta Bark, född Årfelt den 9 april 1931 i Stockholm, död 13 januari 2023 i Saltsjöbadens distrikt i Stockholms län, var en svensk illustratör. 
Bark är känd för modeteckningar och novellillustrationer, framförallt under 1960- och 1970-talen bland annat i tidningen Femina och reklamaffischer för modeföretaget Wahls.

## Biografi
Bark studerade vid Konstfackskolan 1949–1953. Hon var verksam på Eco annonsbyrå 1953–1956, Dagens Nyheters ateljé 1956–1958 och lärare i modeteckning vid Anders Beckmans skola 1963–1968. Hon var verksam som frilanstecknare från 1958 och utförde illustrationer till bland annat noveller, annonser och affischer.
Från starten av tidningen Fokus 2005 fram till 2012 tecknade Jane Bark ett porträtt av ett intervjuobjekt varje vecka, inklusive sig själv i april 2011. Det var sonen John Bark som formgav Fokus.

### Familj
Bark var dotter till ingenjören Lars-Gunnar Årfelt och Ingrid, född Dahlin. Hon var gift med reklamtecknaren och förpackningsdesignern Stig Bark från 1954 till dennes död 2014. Sonen John, född 1958 är grafisk formgivare och dottern Molly, född 1962 är illustratör och formgivare.

## Priser och utmärkelser
- 1961 – Guldägget [17]
- 1985 – Platinaägget [17]
- 1992 – Knut V. Pettersson-stipendiet